# Jailolo (miasto)
Jailolo – miasto w Indonezji na wyspie Halmahera w prowincji Moluki Północne. Ośrodek administracyjny kabupatenu Halmahera Barat.
Mieszkańcy miejscowości posługują się językami ternate, sahu i malajskim.